# Игнатовка (Белгородская область)
Игнатовка — хутор в Старооскольском городском округе Белгородской области. Входит в Сорокинскую сельскую территорию.

## История
По одной версии, хутор Игнатовка ранее именовался Воейков хутор, а его жители были крепостные крестьяне помещика Воейкова. По другой версии, хутор Игнатовка – поселение XVIII века, назывался деревней Болотской. Современное название, видимо, связано с именем помещика Игната Митрофанова.
В 1911 году в Игнатовке помещицей Федосьей Воейковой воздвигнута церковь во имя Рождества Иоанна Предтечи.
В 1954 году, согласно Указу Президиума Верховного Совета СССР образована Белгородская область, куда вошёл Старооскольский район вместе с хутором Игнатовка.
В 1995 году в хуторе Игнатовка проживало 28 человек.
Примечание. По приданию местных старожилов: "Сея боярыня неугодных и провинившихся отправляла в "ссылку" на хутор, на безродную почву, на песок.Таким образом и образовано поселение.

## Население
| 2002 | 2010 |
| ---- | ---- |
| 31   | ↗57  |